# Volksmiliz (China)
Die Chinesische Volksmiliz (chinesisch 中国民兵, Pinyin Zhōngguó Mínbīng) ist eine der drei Säulen der Streitkräfte der Volksrepublik China. Wie die Volksbefreiungsarmee und die Bewaffnete Volkspolizei untersteht sie dem Kommando der Zentralen Militärkommission der Volksrepublik China.

## Geschichte

### Kaiserzeit
Historisch taucht die Volksmiliz, auch damals schon 民兵 genannt, zuerst im Jahr 930, während der Späteren Tang-Dynastie auf, als Männer aus der Landbevölkerung rekrutiert wurden, um die Signalfeuerstationen an der Shu-Straße vom Jianmen-Pass nach Norden zu besetzen. Sie mussten sich das damals lang getragene Haar schneiden und wurden wie Sträflinge im Gesicht tätowiert.
Mit einer 1069 in Kraft getretenen Reform von Wang Anshi, Stellvertretender Staatsrat am Kaiserhof der Song-Dynastie, wurde den Kreisbeamten die Verpflichtung übertragen, nebenberufliche Heimatschutz-Trupps zu organisieren, die die Kaiserliche Armee (禁军, Pinyin Jìnjūn) und die Präfektur-Truppen (厢兵, Pinyin Xiāngbīng) im Kampf gegen die Kitan, Jurchen und Mongolen unterstützen sollten.
Jeweils 10 benachbarte Haushalte wurden in einer sogenannten „Zehnergruppe“ (甲, Pinyin Jiǎ) zusammengefasst, deren Vorsteher (甲头, Pinyin Jiǎtóu) für das Einsammeln der Steuern verantwortlich war. 10 Zehnergruppen bildeten eine „Heimatschutzgruppe“ (保, Pinyin Bǎo) aus der die Männer im wehrfähigen Alter bei Bedarf zum Milizdienst aufgerufen wurden.
Die Song-zeitliche Volksmiliz war besser ausgebildet und genoss erheblich höheres Ansehen als die zwangsrekrutierten Milizionäre der Späteren Tang. So leistete in ständigem Wechsel jeweils eine Bogenschützen-Abteilung aus einer örtlichen Miliz Ehrendienst im Kaiserpalast. Im Kriegsministerium (兵部, Pinyin Bīngbù) gab es eine eigene Volksmiliz-Abteilung (民兵卫案, Pinyin Mínbīng Wèiàn), die zusammen mit der Arbeitsgruppe Volksmiliz (民兵房, Pinyin Mínbīng Fáng) im Büro für Militärangelegenheiten (枢密院, Pinyin Shūmì Yuàn) die Operationen der Heimatschutz-Trupps steuerte und überwachte.
Letztendlich half jedoch angesichts der zahlenmäßigen Übermacht der Gegner auch die beste Organisation nichts: 1127 musste Nordchina bis zur Huai-He-Linie geräumt werden, und 1279 hatte Kublai Khan ganz China erobert.
Die mongolische Yuan-Dynastie (1279–1368) war ein Besatzungsregime, das zwar zentralasiatische Söldner beschäftigte (die Vorfahren der heutigen „Hui-Chinesen“), aber keine Verwendung für aus Einheimischen gebildete Heimatschutzverbände hatte. Mit der Machtübernahme durch Zhu Yuanzhang und der Gründung der Ming-Dynastie brach dann eine fast hundertjährige Friedensperiode an und es gab keinen Grund, die Volksmiliz zu reaktivieren. Mitte des 15. Jahrhunderts, während der Regierungsperiode Zhengtong (1436–1449), änderte sich die Situation jedoch. Entlang der gesamten Nordgrenze, über eine Länge von 5000 km, drangen die Mongolen wieder ein, so dass dort vier neue Garnisonsstädte errichtet werden mussten (was Altan Khan im Jahr 1550 nicht davon abhielt, Peking zu belagern).
Gleichzeitig erreichte die Aktivität der japanischen Banditenbanden (倭寇, Pinyin Wōkòu), die schon zu Beginn der Ming-Dynastie die Küstenprovinzen heimgesucht hatten, einen neuen Höhepunkt. Wie an der Nordgrenze war auch hier das Hauptproblem die schiere Länge der zu verteidigenden Küstenlinie: von Hainan 2500 km nach Fujian, dann 1000 km nach Zhejiang und noch einmal 1900 km nach Shandong, von dort 3200 km bis zur Yalu-Mündung an der Grenze zu Korea. Die japanischen Banditen waren sehr gut organisiert, führten ihre Überfälle mit großer Schnelligkeit aus und waren meist schon wieder verschwunden, ehe die Regierungstruppen eintrafen.
Daher führte Wang Yangming, Sekretär im Kriegsministerium (兵部主事, Pinyin Bīngbù Zhǔshì), kurz vor seiner Entlassung Ende 1506 das Song-zeitliche Baojia-System wieder ein.

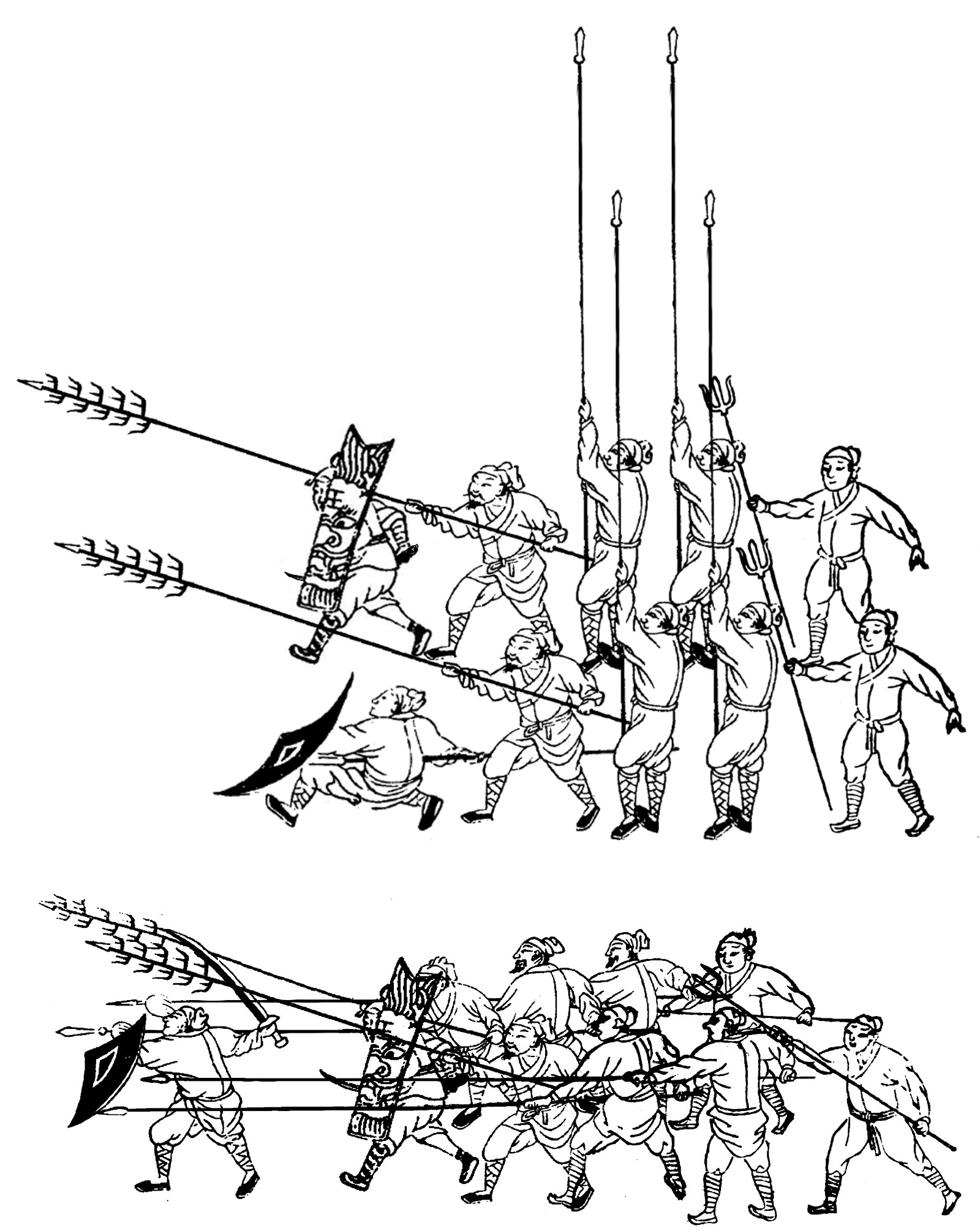
Die von Qi Jiguang entwickelte Mandarinenten-Formation

Wang Yangming, auch bekannt unter seinem Geburtsnamen Wang Shouren, der sich schon in seiner Zeit als Praktikant (观政, Pinyin Guānzhèng) im Ministerium für Gewerbe und öffentliche Bauten (工部, Pinyin Gōngbù) mit der Materie beschäftigt und acht diesbezügliche Throneingaben verfasst hatte, übernahm Wang Anshis Organisationsstruktur unverändert, also mit 10 Zehnergruppen, die eine Heimatschutzgruppe bildeten.
Die Milizionäre selbst wurden nun jedoch nicht mehr 民兵 (Pinyin Mínbīng), also „Soldaten aus dem Volk“, sondern 民壮 (Pinyin Mínzhuàng), „kräftige Kerle aus dem Volk“, genannt. Schon während der Zhengtong-Krise hatte es vereinzelt Freiwillige gegeben, die sich zum Milizdienst gemeldet hatten. So halfen zum Beispiel in der Provinz Shaanxi 4200 Zivilisten bei der Verteidigung der Nordgrenze. Nun wurde der Milizdienst jedoch auf eine – bereits seit damals diskutierte – reguläre Basis gestellt: jeder wehrfähige Bauer (die Stadtbevölkerung war vom Milizdienst ausgenommen)
konnte sich 9 Monate im Jahr der Feldarbeit widmen, dann – üblicherweise während der Trockenzeit im Winter – musste er für drei Monate in die nächstgelegene Garnisonsstadt einrücken, um sich einer militärischen Ausbildung zu unterziehen bzw. diese aufzufrischen.
Zunächst waren diese Milizionäre nicht besonders effizient. Insbesondere an der Ostküste, wo sie mit ehemaligen Berufssoldaten konfrontiert waren, unumschränkten Meistern des Säbelfechtens, ergriffen sie beim Herannahen des Gegners, der teilweise mit Kontingenten von bis zu 4000 Mann anrückte, häufig die Flucht. Erst als General Qi Jiguang eine Spezialtruppe für den Kampf gegen die Japaner gebildet hatte, die sogenannten „Qi-Tiger“ (戚虎, Pinyin Qī  Hǔ), die er im kombinierten Gebrauch kurzer und langer Waffen, also Säbel und Lanze, drillte, gelang es 1563, die Banditenbanden endgültig zu vertreiben.
Die mandschurische Qing-Dynastie (1644–1911) war, wie die Yuan-Dynastie, ein Besatzungsregime. Anders als die Mongolen gestatteten die Mandschu es jedoch gleich nach der Machtergreifung chinesischen Kollaborateuren, in der Grünen Standarte Militärdienst zu leisten. Kurz darauf wurde auch das Baojia-System reaktiviert, allerdings mit leichten Änderungen: die Basiseinheit von 10 benachbarten Haushalten hieß nun „Wohngruppe“ (牌, Pinyin Pái). 10 Wohngruppen, also 100 Haushalte bildeten eine „Zehnergruppe“ (甲, Pinyin Jiǎ), und 10 Zehnergruppen, also 1000 Haushalte, eine „Heimatschutzgruppe“ (保, Pinyin Bǎo). Aus den Heimatschutzgruppen hatte jeder Landrat (知县, Pinyin Zhīxiàn) eine Milizkompanie von 50 Mann zu rekrutieren.
Diese Männer trugen eine Uniform, auf der in großen Schriftzeichen xx縣民壯, also „Miliz des Kreises xx“, vermerkt war.
Damit hatte nun die Volksmiliz einen deutlich niedrigeren Stellenwert als während der Ming-Dynastie und war zu einer Art Hilfspolizei geworden; die militärischen Aufgaben wurden weitgehend von regulären Truppen übernommen. Zum Vergleich: im Kreis Qingpu (heute Shanghai) waren während der Regierungsperiode Wanli (1573–1620) auf zwei Stützpunkte verteilt insgesamt 340 Milizsoldaten stationiert, es gab dort jedoch keine Kaserne der regulären Truppen. Während der Regierungsperioden Qianlong und Jiaqing (1736–1820) gab es dort gerade einmal 50 Milizsoldaten, aber 2000 Mann der regulären Armee.

### Republik
Nach der Xinhai-Revolution von 1911 wurden zwar die kaiserlichen Truppen zum Teil übernommen (die Nationalrevolutionäre Armee wurde erst 1925 gegründet), die Volksmiliz wurde jedoch aufgelöst. Ihre Aufgaben als Hilfspolizei übernahm ab Mai 1914 die „Sicherheitstruppe“. Zunächst 保卫团 (Pinyin Bǎowèituán) genannt, entsprach die Organisationsstruktur mehr oder weniger dem Qing-zeitlichen Baojia-System: 10 Haushalte bildeten eine Wohngruppe, 10 Wohngruppen eine Zehnergruppe, und 5 Zehnergruppen eine Heimatschutzgruppe. Aus jedem Haushalt war ein Mann in die Sicherheitstruppe zu entsenden, und die Kreisverwaltung bildete dann daraus ein Regiment, das von den örtlichen Großgrundbesitzern und reichen Kaufleuten finanziell unterstützt wurde. Dies waren zunächst nur von der Beiyang-Regierung erlassene „Richtlinien für örtliche Sicherheitstrupps“ (地方保卫团条例, Pinyin Dìfāng Bǎowèituán Tiáolì),
die im Juli 1929 von der heute als legitim betrachteten Nationalen Regierung der Republik China in Nanjing mit dem „Gesetz über die Sicherheitstrupps der Kreise“ (县保卫团法, Pinyin Xiàn Bǎowèituán Fǎ) auf eine formaljuristisch korrekte Basis gestellt wurden. Nun wurde jede Gasse (闾, Pinyin  lǘ) als „Wohngruppe“ bezeichnet, jede Gemeinde bzw. Großgemeinde als „Zehnergruppe“, jeder Kreis als „Haupttrupp“ (总团, Pinyin Zǒngtuán). Alle Männer zwischen 20 und 40 Jahren mussten sich dort einer militärischen Ausbildung unterziehen, dann kehrten sie in ihre Heimatorte zurück, um ihrer normalen Berufstätigkeit nachzugehen. Bei auftretenden Sicherheitsproblemen wurden sie alarmiert und hatten sich sofort bei ihrer Einheit einzufinden.

Fahne der Sicherheitstruppe (1932–1949)

Am 17. Juni 1932 schrieb das Innenministerium der Republik China per Erlass eine einheitliche Fahne für die Sicherheitstrupps der Kreise vor, mit der republikanischen Sonne auf weißem Grund und einem 9 cm breiten roten Streifen an der dem Fahnenmast zugewandten Kante, auf dem von oben nach unten die Nummer des Haupttrupps, der Zehnergruppe und der Wohngruppe vermerkt war.
Im Dezember 1936 fand dieser Vereinheitlichungsprozess mit den vom Kabinett verabschiedeten „Bestimmungen über die Einrichtung von Heimatschutzstäben in jeder Provinz und in jedem Regierungsbezirk“ (各省区保安司令部组织规程, Pinyin Gè Shěng Qū Bǎo'ān Sīlìngbù Zǔzhī Guīchéng) seinen Abschluss. Die Sicherheitstrupps der Kreise sowie alle sonstigen Einwohnerwehren, die sich überall auf dem Land gebildet hatten, wurden der Reserve zugeführt, mit einem Regiment in jedem Kreis, dem wieder der Landrat vorstand. Diese Sicherheitstruppe wurde nun 保安团 (Pinyin Bǎo'āntuán) genannt – der semantische Unterschied zu 保卫团 ist minimal – und zusammen mit dem regulären Militär in Kasernen untergebracht.
Als in den Jahren 1937–1945 die militärischen Einheiten der Kommunistischen Partei Chinas und der Kuomintang theoretisch vereint gegen die japanischen Besatzungstruppen kämpften, sich aber oft untereinander bekriegten, bildete die KPCh in den vom japanischen Militär nur teilweise kontrollierten Gebieten aus der örtlichen Bevölkerung Guerilla-Einheiten, die, losgelöst von der offiziellen Kommandostruktur, mit einer Nadelstich-Taktik beständigen Druck auf die Besatzungstruppen ausübten und ganze Landstriche befreiten. Bei Kriegsende waren neben 1,3 Millionen hauptamtlichen Soldaten mehr als 2,6 Millionen Zivilisten in diesen Milizen organisiert, ausgerüstet mit hauptsächlich von den Japanern erbeuteten Waffen. In den befreiten Gebieten um die Milizbasen lebten insgesamt 90 Millionen Menschen.
Als Beispiel für die zahllosen Guerilla-Trupps, die damals operierten, sei hier die 3. Abteilung der Partisanenkolonne Wusong–Shanghai (淞沪游击纵队第三支队, Pinyin Sōng Hù Yóujī Dìsān Zhīduì) genannt. Diese Einheit wurde, nachdem Shanghai am 9. November 1937 gefallen war, von zwei KPCh-Mitgliedern sowie vier alten Kadern der Bauernbewegung (ein gemeinsames Unternehmen von Kuomintang und KPCh 1923–1926) im Januar 1938 unter dem Namen „Antijapanische Selbstschutzgruppe des Volkes“ (人民抗日自卫队, Pinyin Rénmín Kàngrì Zìwèiduì) in Qingpu gegründet. Die Mitgliederzahl wuchs, und man änderte den Namen in „Stehende Truppe“ (常备队, Pinyin Chángbèi Duì), die nun vom Arbeitskomitee (工作委员会, Pinyin Gōngzuò Wěiyuánhuì) des Kreisverbands Qingpu der KPCh direkt geführt wurde. 1939 wurde die Stehende Truppe schließlich als 3. Abteilung in die Partisanenkolonne Wusong–Shanghai integriert. Sie hatte nun ihrerseits 3 Brigaden mit jeweils 2 oder 3 Kompanien von je 50 Mann, insgesamt mehr als 400 Mann. Die 3. Abteilung verfügte über mehr als 500 Gewehre, 30 leichte Maschinengewehre und einen speziellen Pistolentrupp von gut 40 Mann.
Formaljuristisch waren diese Partisanentrupps bewaffnete Banden, wie die heutigen Rebellenmilizen in Entwicklungsländern – die offizielle Miliz der Republik China war immer noch die Sicherheitstruppe der Kuomintang. Auf der anderen Seite hatte die KPCh seit 1925 staatsähnliche Strukturen aufgebaut, unter anderem mit einer „Zentralen Revolutionären Militärkommission“ (中央革命军事委员会, Pinyin Zhōngyāng Gémìng Jūnshì Wěiyuánhuì), deren Vorsitz seit Dezember 1936 Mao Zedong innehatte. Dies war das Oberkommando der Roten Armee (nach dem Sieg über Japan in „Volksbefreiungsarmee“ umbenannt) und de-facto Verteidigungsministerium für die befreiten Gebiete. Die Militärkommission stand ebenfalls an der Spitze der Befehlskette der diversen Partisanenverbände. Der Zweite Chinesische Bürgerkrieg (1945–1949) wurde hauptsächlich von der Volksbefreiungsarmee in großen Feldschlachten bestritten, während die KPCh-Milizen in den sogenannten „Partisanengebieten“ (游击区, Pinyin Yóujīqū) an der Grenze zwischen befreitem und von der Kuomintang gehaltenem Land Propaganda- und Transportaufgaben übernahmen. In diesen ländlichen Gebieten leisteten die Milizen durchaus einen wichtigen Beitrag zur Befreiung Chinas, während sie sich in den Städten – Mitte 1948 waren 586 Städte in der Hand der KPCh – zum Problem entwickelten. Auf dem Land, insbesondere in Nordchina, war die Enteignung der Großgrundbesitzer erklärtes Ziel der KPCh. In den Städten dagegen mussten die Kapitalisten vor radikalen Exzessen geschützt werden, damit sie mit ihrer Wirtschaftskraft zum Wiederaufbau des Landes beitragen konnten. Nach Anfangsschwierigkeiten gelang es der Führung der KPCh ab 1947 zunehmend, den fehlgeleiteten Enthusiasmus der Basis unter Kontrolle zu bringen.

### Volksrepublik
Nach der Gründung der Volksrepublik China im Jahre 1949 wurde die Volksmiliz zunächst beim Wiederaufbau des Landes eingesetzt – zunächst musste das zu mehr als 50 % zerstörte Eisenbahnnetz instand gesetzt werden – daneben auch zur Aufrechterhaltung von Sicherheit und Ordnung auf dem Land. Im Juni 1950 waren immer noch 400.000 entlassene Kuomintang-Soldaten nicht in ihre Heimatorte zurückgekehrt. Diese Männer, die oft ihr ganzes Berufsleben beim Militär verbracht hatten, bildeten häufig Verbrecherbanden, viele von ihnen waren immer noch in Kontakt mit dem Oberkommando in Taiwan und verübten teilweise auch Sabotageakte.
Die Volksmiliz selbst wurde im Zusammenhang mit den Spannungen auf der koreanischen Halbinsel in ein geregeltes System eingebunden. Im Juni 1950 wurde an der Zentralen Militärkommission eine „Abteilung für Volksbewaffnung“ (人民武装部, Pinyin Rénmín Wǔzhuāngbù) geschaffen, die für Rekrutierung, Organisation und Ausbildung der Volksmiliz zuständig war. Diese Abteilung richtete in jedem Kreis und jeder kreisfreien Stadt Zweigstellen ein, die alle nicht bereits bei der Volksbefreiungsarmee Dienst leistenden, wehrfähigen Männer zwischen 18 und 35 Jahren einer Volksmiliz-Einheit zuteilten. Die Miliz-Kader mussten neben ihrer regulären Berufstätigkeit eine 30-tägige Ausbildung absolvieren, die sie innerhalb eines Jahres zu vollenden hatten, die einfachen Milizionäre machten eine 15-tägige Grundausbildung in einem Stück.

Mitglied der Basismiliz (1972)

All dies waren zunächst nur Dienstanweisungen. Erst am 23. März 1953 unterzeichnete Mao Zedong als Vorsitzender der Zentralen Militärkommission den Befehl, an dieser eine Arbeitsgruppe zur Ausarbeitung eines Wehrdienstgesetzes einzurichten. Nach zahlreichen Diskussionen, bei denen es unter anderem darum ging, dass von einer Freiwilligen-Armee auf ein Wehrpflicht-System umgestellt werden sollte, wurde schließlich vom 1. Nationalen Volkskongress in seiner zweiten Sitzung am 30. Juli 1955 das „Wehrpflichtgesetz der Volksrepublik China“ (中华人民共和国兵役法, Pinyin Zhōnghuá Rénmín Gònghéguó Bīngyìfǎ) verabschiedet.
Dort behandelt Artikel 58 die Volksmiliz, die weiterhin für die öffentliche Sicherheit sowie den Schutz der Produktionsmittel zuständig war.
In den Ausführungsbestimmungen war geregelt, dass die Abteilung für Volksbewaffnung nicht nur auf Kreisebene, sondern auch auf Gemeindeebene, also in Großgemeinden, Gemeinden und Straßenvierteln Büros einrichtete. Nicht nur in jeder Gemeinde, sondern auch in jedem Bergwerk und in jedem größeren Betrieb wurden nun Milizeinheiten aufgestellt. Bei Bedarf konnten auch Frauen ab 18 sowie Männer über 35 zum Milizdienst herangezogen werden. Prinzipiell gab es damit zwei Kategorien von Milizionären: die sogenannte „Basismiliz“ (基干民兵, Pinyin Jīgàn Mínbīng), also die Mitglieder der Kerntruppe der Volksmiliz, und die „Gemeine Miliz“ (普通民兵, Pinyin Pǔtōng Mínbīng). Der Basismiliz sollten hauptsächlich ehemalige Mitglieder der Volksbefreiungsarmee unter 28 Jahren zugeteilt werden, außerdem konnten Frauen  nur in eigenen Frauenabteilungen der Basismiliz Dienst tun. Alle anderen Männer zwischen 18 und 35 wurden der Gemeinen Miliz zugeteilt.
Die Gesamtstärke der Volksmiliz sowie die Intensität der Ausbildung variierte je nach Bedrohungslage und politischer Linie. So hatten die USA im Mai 1957 mit Taiwan ein Abkommen zur Stationierung von MGM-1 Matador-Marschflugkörpern auf der Luftwaffenbasis Tainan geschlossen, die Ziele tief in China erreichen konnten. Die ersten, mit konventionellen Sprengköpfen bestückten Marschflugkörper trafen noch im Mai in Taiwan ein; ab November 1957 wurden die Matador mit W5-Nuklearsprengköpfen ausgerüstet. Unter dem Eindruck dieser Ereignisse hielt die Zentrale Militärkommission vom 27. Mai bis zum 22. Juli 1958 eine große Konferenz ab, an der neben Mao Zedong, Verteidigungsminister Peng Dehuai und den anderen ständigen Mitgliedern mehr als 1000 hochrangige Offiziere teilnahmen. Das Thema der Konferenz war, wie man Chinas Militär modernisieren, aber trotzdem den Geist der Kampfzeit bewahren konnte. Peng war für Modernisierung und engere Zusammenarbeit mit der Sowjetunion, Mao für eine Rückkehr zu den basisdemokratischen Wurzeln des Volkskriegs. Die Mehrheit der Konferenzteilnehmer unterstützte Mao, und es wurde beschlossen, unter der Parole „Jeder ein Soldat“ die Miliz weiter auszubauen.
Die Beziehungen zur Sowjetunion waren zu diesem Zeitpunkt bereits angespannt. Dann ließ Mao ab dem 23. August 1958 die Kinmen-Inseln vor der Küste der Provinz Fujian, die von Taiwan gehalten wurden, mit Artillerie und Raketen beschießen, ohne die Sowjetunion vorher zu informieren. Aus den zurückhaltenden Reaktionen der Sowjetunion schloss die chinesische Regierung, dass sie sich bei einem eventuellen Konflikt mit Taiwans Schutzmacht, den USA, nicht auf ihre Verbündeten verlassen konnten. Daraufhin wurde der Beschluss der ZMK-Konferenz vom Juli zum Ausbau der Volksmiliz beschleunigt umgesetzt. Im Januar 1959 war die Mannschaftsstärke der Miliz auf 220 Millionen angewachsen.
Zum Vergleich: Ende 1958 hatte die Volksrepublik China insgesamt 653 Millionen Einwohner.
Damit waren tatsächlich alle kräftigen jungen Männer und Frauen in der Miliz, also genau die Bevölkerungsgruppe, die auf den Lössterrassen des Nordens sowie den Reisfeldern des Südens, wo maschinelle Bewirtschaftung nicht möglich war, den Großteil des chinesischen Getreides erzeugte. Da parallel zur personellen Aufstockung der Volksmiliz auch die Ausbildung intensiviert wurde, mit täglichem Exerzieren, Bajonettfechten etc., führte dies zusammen mit anderen Entscheidungen wie der Festsetzung unrealistischer Produktionsziele für Eisen und Stahl, herzustellen in Kleinhochöfen in jedem Dorf, dazu, dass die Landarbeit nicht mehr im nötigen Umfang erfolgte. Die Herbsternte 1958 konnte nur zum Teil eingebracht werden. In Kombination mit Dürren und Überschwemmungen in den Folgejahren entwickelte sich eine Hungersnot, bei der bis 1961 etwa 20 Millionen Menschen ums Leben kamen.
Auf einer vierwöchigen Tagung des Politbüros im Juli 1959 äußerte Verteidigungsminister Peng Dehuai, der sich angesichts der Nahrungsmittelknappheit Sorgen um die Einsatzfähigkeit der Volksbefreiungsarmee machte, heftige Kritik. Mao gestand Fehler ein, sorgte dann aber dafür, dass das Zentralkomitee Peng im August unter dem Vorwand der Kollaboration mit der Sowjetunion als Verteidigungsminister entließ. Zu seinem Nachfolger wurde am 17. September 1959 Lin Biao ernannt.
Lin war zwar wie Mao ein Anhänger des Volkskriegs, vor allem aber ein erfolgreicher General. Es war klar, dass die mit dem Sturmgewehr 56 ausgerüstete Volksmiliz gegen die amerikanisch-taiwanesischen Atomraketen wenig ausrichten konnte. Daher reduzierte Lin die Mannschaftsstärke und stellte von Drill auf eine mehr in die Tiefe gehende Ausbildung um. Nun hatte jede Volkskommune, also das, was man vor 1958 und nach 1978 als „Gemeinde“ (乡) bezeichnete, eine Milizkompanie (连, Pinyin lián) mit etwa 200 Mann, ein Kreis hatte dementsprechend rund zehn Kompanien. Bei rund 2500 Verwaltungseinheiten auf Kreisebene ergibt das eine Gesamtstärke von rund 5 Millionen Männern und Frauen.
Die personellen Veränderungen auf der Führungsebene während der Kulturrevolution – 1971 kam es zum Zerwürfnis zwischen Lin Biao und Mao Zedong, neuer Verteidigungsminister wurde ab 1975 Ye Jianying, dann ab 1978 Xu Xiangqian – hatten wenig Auswirkung auf den praktischen Übungsbetrieb der Volksmiliz. Dann kam es jedoch 1979 zu einem kurzen aber heftigen Schlagabtausch mit Vietnam. Neben 200.000 Soldaten der Volksbefreiungsarmee aus Guangxi und Yunnan nahmen auch mehrere tausend Angehörige der Volksmiliz aus diesen Provinzen als sogenannte „Frontunterstützungsmilizionäre“ (支前民兵, Pinyin Zhīqián Mínbīng) an dem Konflikt teil. Ihre Aufgabe war es, Munition und Essen in die vorderen Schützengräben zu tragen sowie die Verwundeten aus der Feuerzone zu holen und zu den Feldlazaretten zu bringen. Diese Milizionäre waren schlecht ausgerüstet. So hatten sie zwar alle eine Erkennungsmarke, trugen aber zum Teil Zivilkleidung und waren daher für die regulären Soldaten nur schwer von vietnamesischer Miliz zu unterscheiden, zumal sie oft aus der Zhuang-Ethnie kamen, ihre eigene Sprache sprachen und äußerlich wie Vietnamesen aussahen.
Außerdem mangelte es bei der Miliz an Disziplin. So beschloss zum Beispiel die Milizkompanie der Gemeinde Bahe aus dem Kreis Tiandeng am 25. Februar in Eigeninitiative, die Höhe Nr. 4 zu besetzen. Es gelang den 205 Milizionären, die vietnamesische Einheit auf dieser Höhe zu vernichten, und so wurde ihnen am 17. September 1979 von der Zentralen Militärkommission der Ehrentitel „Musterkompanie“ (支前模范民兵连) verliehen. Nichtsdestotrotz war dies letztlich militärischer Ungehorsam. Nach Berechnungen der Logistikabteilung des Militärbezirks Kunming kamen bei den Kampfhandlungen zwischen dem 17. Februar und 16. März 1979, also innerhalb von vier Wochen, 6954 Soldaten und Milizionäre ums Leben, mehr als 14.800 Mann wurden verwundet, andere Schätzungen gehen von 26.000 Toten und 37.000 Verwundeten aus.
Am 31. Mai 1984 wurde vom Nationalen Volkskongress ein neues Wehrpflichtgesetz erlassen, gültig ab dem 1. Oktober 1984, wo in Artikel 36 die Aufgaben der Miliz genauer definiert waren:
- Übungsdienst als Vorbereitung für den Kriegsfall
- Grenzschutz
- Aufrechterhaltung der öffentlichen Sicherheit[30]

In den „Richtlinien für die Milizarbeit“ (民兵工作条例, Pinyin Mínbīng Gōngzuò Tiáolì) des Staatsrats und der Staatlichen Militärkommission vom 24. Dezember 1990, gültig ab dem 1. Januar 1991, wurden in Artikel 11 weitere Details festgeschrieben:
- Auf dem Land sind mit dem Verwaltungsdorf als kleinster Einheit Kompanien oder Bataillone der Volksmiliz aufzustellen
- In den Städten sind mit dem Betrieb, der öffentlichen Einrichtung bzw. dem Straßenviertel als kleinster Einheit Züge, Kompanien, Bataillone und Regimenter der Volksmiliz aufzustellen
- Entsprechend dem Bedarf bei der Vorbereitung für den Kriegsfall sowie der vorhandenen Ausrüstung sind in den Einheiten der Basismiliz Technische Truppenabteilungen aufzustellen
- Bei wichtigen Zivilschutzeinrichtungen in den Städten, Verkehrsknotenpunkten und anderen schützenswerten Objekten sind Flugabwehr-Bataillone und -Regimenter aufzustellen
- Die Technischen Truppenabteilungen können sich über mehrere Einheiten verteilen

Artikel 22 bis 24 behandeln die Ausbildung:
- In den Kreisen sind Schritt für Schritt Ausbildungszentren der Volksmiliz einzurichten
- Das gedruckte Unterrichtsmaterial ist vom Generalstab der Volksbefreiungsarmee zur Verfügung zu stellen, Übungsgeräte, Munition etc. vom Militärbezirk der jeweiligen Provinz sowie der Außenstelle der Abteilung für Volksbewaffnung beim Kreis
- Für den Verdienstausfall während der Übungen werden die Milizionäre entschädigt, Landwirte von der Gemeindeverwaltung, Arbeiter und Angestellte in den Städten von ihrem Arbeitgeber[31]

Emblem der Nationalen Volksmobilisierungskommission

Diese Richtlinien sind im Prinzip bis heute gültig, nur wurde die Abteilung für Volksbewaffnung bei der Zentralen Militärkommission am 29. November 1994 in die „Nationale Volksmobilisierungskommission“ (国家国防动员委员会, Pinyin Guójiā Guófáng Dòngyuán Wěiyuánhuì) umgewandelt, die dem Staatsrat untersteht; Vorsitzender der Kommission war bislang immer der Ministerpräsident. Die Volksmobilisierungskommission hat Zweigbüros in jedem Kreis und befasst sich, neben Rekrutierung und Ausbildung, vor allem mit Flugabwehr und Sicherung der Verkehrsverbindungen durch die Miliz.
An der Zentralen Militärkommission befindet sich weiterhin eine „Abteilung für Volksmobilisierung“ (中央军委国防动员部, Pinyin Zhōngyāng Jūnwěi Guófáng Dòngyuánbù) bei der seit der am 1. Januar 2016 in Kraft getretenen Militärreform die Grenzschutzkompetenzen gebündelt sind. Die Abteilung für Volksmobilisierung ist der Volksmobilisierungskommission gegenüber weisungsberechtigt, das Hauptbüro der Volksmobilisierungskommission (国家国防动员委员会综合办公室, Pinyin Guójiā Guófáng Dòngyuán Wěiyuánhuì Zōnghé Bàngōngshì) ist in der Kanzlei der Abteilung für Volksmobilisierung im VBA-Gebäude (八一大楼, Pinyin Bā Yī Dàlóu), Fuxing-Straße 7, Peking angesiedelt.
Zu Beginn der COVID-19-Pandemie waren Milizionäre aus ganz Hubei bei der Fiebermessung an den Ausfallstraßen Wuhans eingesetzt.
Bei der Landung von Raumflugkörpern in der Inneren Mongolei stehen die örtlichen Milizeinheiten bereit, um bei der Suche und Rettung zu helfen, falls das Raumschiff durch starken Wind oder Ähnliches nicht an der hierfür ausgewiesenen Stelle niedergeht.

## Maritime Volksmiliz
Die Volksmilizeinheiten mehrerer Verwaltungsgliederungen an den Küsten der Volksrepublik und von Unternehmen der maritimen Wirtschaft sind mit Wasserfahrzeugen ausgerüstet. Häufig werden auch Boote und Schiffe von zivilen Unternehmen oder Fischern für Einsätze und Übungen gemietet. Zudem werden Schiffe speziell zur militärischen und zivilen Verwendung gebaut. So ordnete die Provinzregierung von Hainan den Bau von 84 großen Fischerbooten an, die aufgrund verstärkter Rümpfe und Munitionsbunker schnell für den militärischen Hilfseinsatz umgerüstet werden können. Seit Ende 2016 kann die regionale Maritime Volksmiliz auf diese zugreifen. Mehrmals waren Einheiten der Maritimen Volskmiliz an Auseinandersetzungen im Rahmen der zahlreichen Territorialkonflikte im Südchinesischen Meer beteiligt,
so zum Beispiel am 19. Januar 1974 an der Seeschlacht um die Paracel-Inseln.